# Parapilocrocis citribasalis
Parapilocrocis citribasalis là một loài bướm đêm trong họ Crambidae.